# Pierre Daniël Chantepie de la Saussaye
Pierre Daniël Chantepie de la Saussaye (Leeuwarden, 9 aprile 1848 – Bilthoven, 20 aprile 1920) è stato uno storico delle religioni olandese.

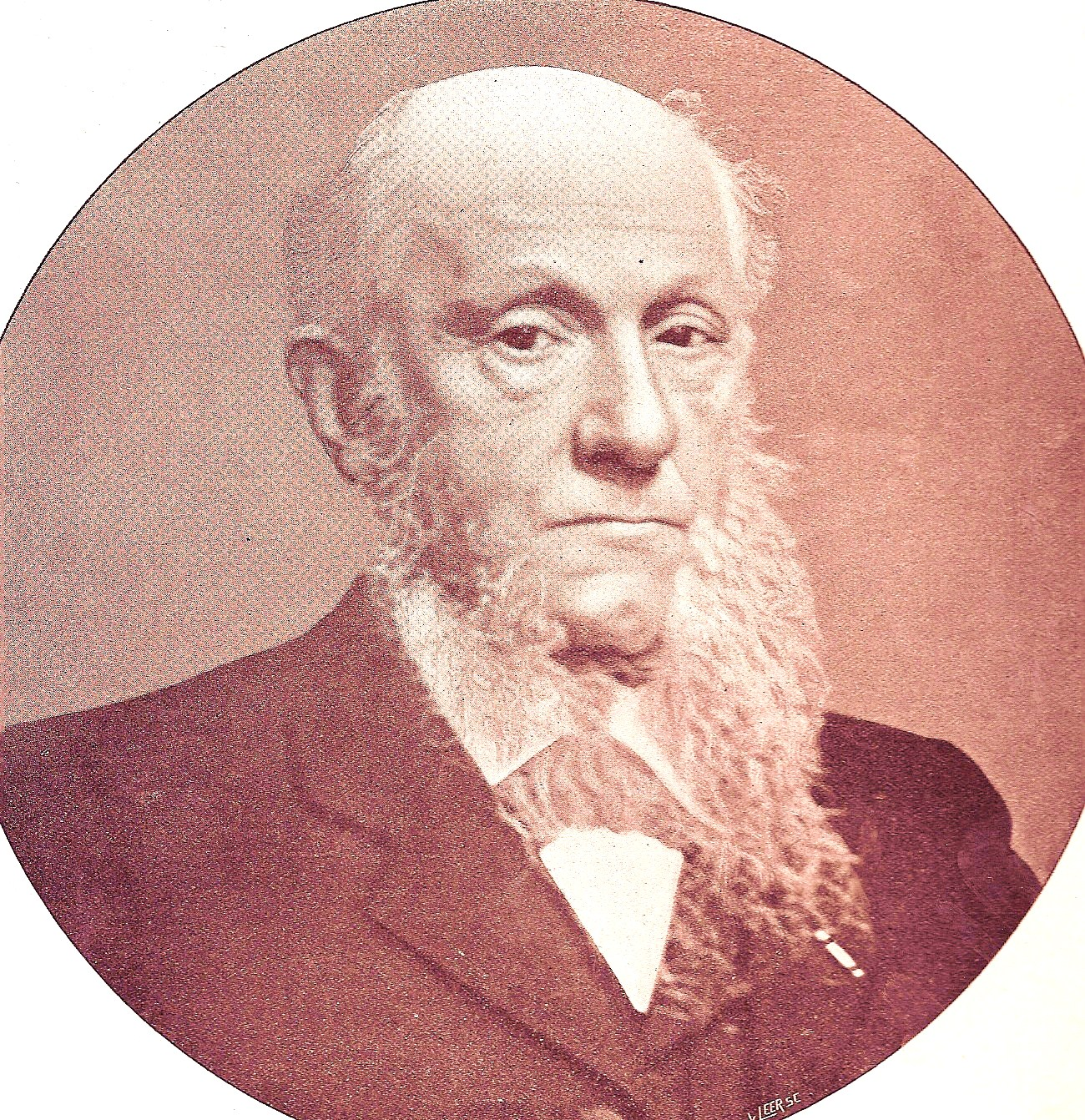
Pierre Daniël Chantepie de la Saussaye (1848-1920)

Laureatosi in Teologia all'Università di Utrecht Chantepie de la Saussaye si specializzò successivamente a Tubinga e Bonn interessandosi prevalentemente al tema delle origini delle religioni.
Pastore della Chiesa riformata olandese viene nominato, nel 1878, titolare della cattedra di Storia delle religioni all'Università di Amsterdam, trasferendosi, nel 1899, all'Università di Leida dove si interessò, fino al 1916, del pensiero religioso dei germani.
La figura di Chantepie de la Saussaye è legata alla nascita della disciplina e del metodo della Fenomenologia della religione.
Nel biennio 1878-9 Chantepie de la Saussaye ha infatti pubblicato i due volumi di Lehrbuch der Religionsgeschichte (Manuale di Storia delle religioni) aventi lo scopo di dimostrare la fede religiosa cristiana attraverso lo studio e la presentazione delle religioni non cristiane, ma delineanti una ripartizione nello studio delle scienze religiose negli ambiti della:
- filosofia della religione, avente come campo l'origine e la natura del fatto religioso;
- storia della religione, avente come campo lo studio delle differenti religioni presentatesi nella Storia;
- fenomenologia della religione, avente come campo lo studio di ciò che ci si presenta come fatto religioso e che si distingue da ciò che non lo è, il profano. Quindi per Chantepie de la Saussaye la fenomenologia della religione non ha i compito di indagare il fatto religioso quanto quello di classificarlo per mezzo delle sue manifestazioni: riti, culti, dottrine.

Così Julien Ries riassume il contributo di Pierre Daniël Chantepie de la Saussaye allo sviluppo della Scienza delle religioni:
(Julien Ries. Dictionnaire des Religions. Parigi, PUF, 1984. In italiano: Dizionario delle religioni. Milano, Mondadori, 2007.)